# Coupe du monde cycliste féminine de Montréal 2004
La 7e édition de la Coupe du monde cycliste féminine de Montréal a lieu le 29 mai 2004. C'est la sixième épreuve de la Coupe du monde. Elle est remportée par la Canadienne Genevieve Jeanson.

## Équipes
| Équipes féminines professionnelles (7)- Basis Aude - Nobili Rubinetterie-Guerciotti - Equipe Nürnberger Versicherung - S.A.T.S. - Safi-Pasta Zara Manhattan - T-Mobile - Victory Brewing Équipes nationales (7)- Australie - Autriche - Canada - Espagne - France - Grande-Bretagne - Suisse Équipe féminines amateur (6)- Genesis Scuba - Québec - Quark - Rona - Verizon Wireless Wheelworks - Webcor Cycling Team Composite |
| |

## Parcours
L'ascension du Mont Royal est la principale difficulté du parcours dont le tour fait 8,3 km. Il est parcouru douze fois.

## Favorites
La vainqueur sortante, Genevieve Jeanson, est de nouveau favorite, alors qu'elle est sous la menace d'une suspension pour un contrôle antidopage manqué à la Flèche wallonne. Les autres favorites sont : Lyne Bessette, Judith Arndt et la vainqueur 2002 Deirdre Demet-Barry.

## Récit de la course
Une sélection par l'arrière a lieu au fil des tours. Jeannie Longo mène la première ascension et se montre active durant toute la course, mais ne parvient pas à s'échapper. Dans le cinquième tour, Amy Moore et Christina Peick-Anderson sortent. Elles sont rapidement reprises, mais retentent trois tours plus loin sans plus de succès. Audrey Lemieux reste un tour en tête. Comme d'accoutumé, la victoire se joue dans la montée finale. Genevieve Jeanson y accélère et personne ne parvient à la remonter.

## Classements

### Classement final
| \| Classement général \| Classement général \| Classement général \| Classement général \| Classement général \| \| Coureuse \| Coureuse \| Pays \| Équipe \| Temps \| \| ------------------ \| -------------------- \| ------------------- \| ------------------------------ \| ------------------ \| \| 1re \| Geneviève Jeanson \| Canada \| Rona \| 2 h 55 min 46 s \| \| 2e \| Judith Arndt \| Allemagne \| Equipe Nürnberger Versicherung \| + 0 s \| \| 3e \| Olivia Gollan \| Australie \| Australie \| + 0 s \| \| 4e \| Barbara Heeb \| Suisse \| Suisse \| + 4 s \| \| 5e \| Amber Neben \| États-Unis \| T-Mobile \| + 4 s \| \| 6e \| Andrea Graus \| Autriche \| Australie \| + 4 s \| \| 7e \| Anita Valen de Vries \| Norvège \| S.A.T.S \| + 4 s \| \| 8e \| Annette Beutler \| Suisse \| Suisse \| + 4 s \| \| 9e \| Trine Hansen \| Royaume du Danemark \| S.A.T.S \| + 6 s \| \| 10e \| Lyne Bessette \| Canada \| Quark \| + 10 s \| |                      |                     |                                |                 |
| |                      |                     |                                |                 |
| |                      |                     |                                |                 |
| Classement général |                      |                     |                                |                 |
| Coureuse | Coureuse             | Pays                | Équipe                         | Temps           |
| 1re | Geneviève Jeanson    | Canada              | Rona                           | 2 h 55 min 46 s |
| 2e | Judith Arndt         | Allemagne           | Equipe Nürnberger Versicherung | + 0 s           |
| 3e | Olivia Gollan        | Australie           | Australie                      | + 0 s           |
| 4e | Barbara Heeb         | Suisse              | Suisse                         | + 4 s           |
| 5e | Amber Neben          | États-Unis          | T-Mobile                       | + 4 s           |
| 6e | Andrea Graus         | Autriche            | Australie                      | + 4 s           |
| 7e | Anita Valen de Vries | Norvège             | S.A.T.S                        | + 4 s           |
| 8e | Annette Beutler      | Suisse              | Suisse                         | + 4 s           |
| 9e | Trine Hansen         | Royaume du Danemark | S.A.T.S                        | + 6 s           |
| 10e | Lyne Bessette        | Canada              | Quark                          | + 10 s          |

## Liste des participantes
| Légende | Légende                                                                                       | Légende | Légende                                                    |
| ------- | --------------------------------------------------------------------------------------------- | ------- | ---------------------------------------------------------- |
| Num     | Dossard de départ porté par le coureur sur cette Coupe du monde cycliste féminine de Montréal | Pos     | Position à l'arrivée de la course                          |
|         | Indique un maillot de champion national ou mondial, suivi de sa spécialité                    | NP      | Indique un coureur qui n'a pas pris le départ de la course |
| AB      | Indique un coureur qui n'a pas terminé la course                                              | HD      | Indique un coureur qui a terminé la course hors des délais |

| Rona RON | Rona RON                | Rona RON |
| -------- | ----------------------- | -------- |
| Num      | Coureuse                | Pos      |
| 1        | Geneviève Jeanson (CAN) | 1re      |
| 2        | Katheryn Curi (USA)     | 27e      |
| 3        | Anna Milkowski (USA)    | 48e      |
| 4        | Helen Kelly (AUS)       | 49e      |
| 5        | Katrina Berger (USA)    | 26e      |
| 6        | Erinne Willock (CAN)    | 15e      |

| Equipe Nürnberger Versicherung NUR | Equipe Nürnberger Versicherung NUR | Equipe Nürnberger Versicherung NUR |
| ---------------------------------- | ---------------------------------- | ---------------------------------- |
| Num                                | Coureuse                           | Pos                                |
| 11                                 | Judith Arndt (GER)                 | 2e                                 |
| 12                                 | Petra Rossner (GER)                | AB                                 |
| 13                                 | Madeleine Lindberg (SWE)           | 29e                                |
| 14                                 | Jessica Phillips (USA)             | AB                                 |

| Nobili Rubinetterie-Guerciotti NRG | Nobili Rubinetterie-Guerciotti NRG | Nobili Rubinetterie-Guerciotti NRG |
| ---------------------------------- | ---------------------------------- | ---------------------------------- |
| Num                                | Coureuse                           | Pos                                |
| 21                                 | Kym Shirley (AUS)                  | 54e                                |
| 22                                 | Daniela Fusar Poli (ITA)           | 34e                                |
| 23                                 | Catherine Marsal (FRA)             | 55e                                |
| 24                                 | Sigrid Corneo (ITA)                | 31e                                |
| 25                                 | Anna Gusmini (ITA)                 | AB                                 |
| 26                                 | Alison Wright (AUS)                | 52e                                |

| Safi-Pasta Zara Manhattan SAF | Safi-Pasta Zara Manhattan SAF | Safi-Pasta Zara Manhattan SAF |
| ----------------------------- | ----------------------------- | ----------------------------- |
| Num                           | Coureuse                      | Pos                           |
| 31                            | Diana Žiliūtė (LTU)           | 43e                           |
| 32                            | Regina Schleicher (GER)       | 21e                           |
| 33                            | Zita Urbonaitė (LTU)          | 47e                           |
| 34                            | Modesta Vžesniauskaitė (LTU)  | 13e                           |
| 35                            | Yulia Razenkova (RUS)         | AB                            |
| 36                            | Anna Zugno (ITA)              | 16e                           |

| S.A.T.S TSA | S.A.T.S TSA                | S.A.T.S TSA |
| ----------- | -------------------------- | ----------- |
| Num         | Coureuse                   | Pos         |
| 41          | Anita Valen de Vries (NOR) | 7e          |
| 42          | Christina Peick-Andersen   | 30e         |
| 43          | Manon Jutras (CAN)         | 23e         |
| 44          | Trine Hansen               | 9e          |
| 45          | Meredith Miller (USA)      | AB          |

| Australie AUS | Australie AUS       | Australie AUS |
| ------------- | ------------------- | ------------- |
| Num           | Coureuse            | Pos           |
| 51            | Oenone Wood (route) | 44e           |
| 52            | Margaret Hemsley    | 46e           |
| 53            | Olivia Gollan       | 3e            |
| 54            | Louise Yaxley       | AB            |

| Espagne ESP | Espagne ESP           | Espagne ESP |
| ----------- | --------------------- | ----------- |
| Num         | Coureuse              | Pos         |
| 61          | Teodora Ruano         | 20e         |
| 62          | María Isabel Moreno   | 32e         |
| 63          | Iosune Murillo Elkano | AB          |
| 64          | Arantzazu Azpiroz     | AB          |
| 65          | Leticia Gil           | AB          |
| 66          | Naiara Telletxea      | AB          |

| Canada CAN | Canada CAN          | Canada CAN |
| ---------- | ------------------- | ---------- |
| Num        | Coureuse            | Pos        |
| 71         | Julie Belanger      | AB         |
| 72         | Jennifer Stephenson | AB         |
| 73         | Marie-Pier Bedard   | AB         |
| 74         | Tara Ross           | AB         |
| 75         | Emily Sandwith      | AB         |
| 76         | Laura McKenzie      | AB         |

| T-Mobile ___ | T-Mobile ___              | T-Mobile ___ |
| ------------ | ------------------------- | ------------ |
| Num          | Coureuse                  | Pos          |
| 81           | Amber Neben (USA)         | 5e           |
| 82           | Kimberly Anderson (USA)   | 14e          |
| 83           | Dotsie Bausch (USA)       | 36e          |
| 84           | Deirdre Demet-Barry (USA) | 37e          |
| 85           | Mari Holden (USA)         | 35e          |
| 86           | Lara Kroepsch (USA)       | AB           |

| Victory Brewing ___ | Victory Brewing ___    | Victory Brewing ___ |
| ------------------- | ---------------------- | ------------------- |
| Num                 | Coureuse               | Pos                 |
| 91                  | Johanna Buick (NZL)    | 17e                 |
| 92                  | Brooke Ourada (NZL)    | 28e                 |
| 93                  | Emma Rickards (AUS)    | 50e                 |
| 94                  | Kirsten Frattini (CAN) | AB                  |
| 95                  | Nicole Demars (CAN)    | 39e                 |

| Genesis Scuba ___ | Genesis Scuba ___        | Genesis Scuba ___ |
| ----------------- | ------------------------ | ----------------- |
| Num               | Coureuse                 | Pos               |
| 101               | Susan Palmer-Komar (CAN) | 18e               |
| 102               | Tina Pic (USA)           | 25e               |
| 103               | Laura Van Gilder (USA)   | 38e               |
| 104               | Grace Fleury (USA)       | 53e               |
| 105               | Kori Seehafer (USA)      | 19e               |

| Basis Aude BAS | Basis Aude BAS           | Basis Aude BAS |
| -------------- | ------------------------ | -------------- |
| Num            | Coureuse                 | Pos            |
| 111            | Kele Murdin (USA)        | AB             |
| 112            | Katy Saint-Laurent (CAN) | AB             |
| 113            | Nicole Freedman (ISR)    | AB             |
| 114            | Christine Ruiter (USA)   | 33e            |

| Grande-Bretagne GBR | Grande-Bretagne GBR | Grande-Bretagne GBR |
| ------------------- | ------------------- | ------------------- |
| Num                 | Coureuse            | Pos                 |
| 121                 | Rachel Heal         | 12e                 |
| 122                 | Charlotte Goldsmith | 51e                 |

| Suisse SUI | Suisse SUI      | Suisse SUI |
| ---------- | --------------- | ---------- |
| Num        | Coureuse        | Pos        |
| 123        | Barbara Heeb    | 4e         |
| 124        | Annette Beutler | 8e         |

| France FRA | France FRA    | France FRA |
| ---------- | ------------- | ---------- |
| Num        | Coureuse      | Pos        |
| 125        | Jeannie Longo | 22e        |

| Autriche AUT | Autriche AUT | Autriche AUT |
| ------------ | ------------ | ------------ |
| Num          | Coureuse     | Pos          |
| 126          | Andrea Graus | 6e           |

| Verizon Wireless Wheelworks ___ | Verizon Wireless Wheelworks ___ | Verizon Wireless Wheelworks ___ |
| ------------------------------- | ------------------------------- | ------------------------------- |
| Num                             | Coureuse                        | Pos                             |
| 131                             | Alicia Genest (USA)             | AB                              |
| 132                             | Ann-Marie Miller (USA)          | AB                              |
| 133                             | Leah Toffolon (USA)             | AB                              |
| 134                             | Janine Verstraeten (USA)        | AB                              |

| Webcor Cycling Team Composite ___ | Webcor Cycling Team Composite ___ | Webcor Cycling Team Composite ___ |
| --------------------------------- | --------------------------------- | --------------------------------- |
| Num                               | Coureuse                          | Pos                               |
| 141                               | Hiroko Shimada (JPN)              | 45e                               |
| 142                               | Felicia Gomez (CAN)               | 24e                               |
| 143                               | Christine Thorburn (USA)          | 11e                               |
| 144                               | Michelle Beltran (USA)            | AB                                |
| 145                               | Joan Wilson (USA)                 | AB                                |

| Quark ___ | Quark ___              | Quark ___ |
| --------- | ---------------------- | --------- |
| Num       | Coureuse               | Pos       |
| 151       | Audrey Lemieux (CAN)   | 42e       |
| 152       | Lyne Bessette (CAN)    | 10e       |
| 153       | Magali Le Floc'h (FRA) | 40e       |
| 154       | Amy Moore (CAN)        | 41e       |
| 155       | Megan Elliott (USA)    | AB        |

| Québec ___ | Québec ___               | Québec ___ |
| ---------- | ------------------------ | ---------- |
| Num        | Coureuse                 | Pos        |
| 161        | Caroline Montmigny (CAN) | AB         |
| 162        | Stephanie Bourbeau (CAN) | AB         |
| 163        | Julie Hutsebaut (CAN)    | AB         |
| 164        | Elisa Gagnon (CAN)       | AB         |
| 165        | Anne Samplonius (CAN)    | AB         |

| Rona RON | Rona RON                | Rona RON |
| -------- | ----------------------- | -------- |
| Num      | Coureuse                | Pos      |
| 1        | Geneviève Jeanson (CAN) | 1re      |
| 2        | Katheryn Curi (USA)     | 27e      |
| 3        | Anna Milkowski (USA)    | 48e      |
| 4        | Helen Kelly (AUS)       | 49e      |
| 5        | Katrina Berger (USA)    | 26e      |
| 6        | Erinne Willock (CAN)    | 15e      |

| Equipe Nürnberger Versicherung NUR | Equipe Nürnberger Versicherung NUR | Equipe Nürnberger Versicherung NUR |
| ---------------------------------- | ---------------------------------- | ---------------------------------- |
| Num                                | Coureuse                           | Pos                                |
| 11                                 | Judith Arndt (GER)                 | 2e                                 |
| 12                                 | Petra Rossner (GER)                | AB                                 |
| 13                                 | Madeleine Lindberg (SWE)           | 29e                                |
| 14                                 | Jessica Phillips (USA)             | AB                                 |

| Nobili Rubinetterie-Guerciotti NRG | Nobili Rubinetterie-Guerciotti NRG | Nobili Rubinetterie-Guerciotti NRG |
| ---------------------------------- | ---------------------------------- | ---------------------------------- |
| Num                                | Coureuse                           | Pos                                |
| 21                                 | Kym Shirley (AUS)                  | 54e                                |
| 22                                 | Daniela Fusar Poli (ITA)           | 34e                                |
| 23                                 | Catherine Marsal (FRA)             | 55e                                |
| 24                                 | Sigrid Corneo (ITA)                | 31e                                |
| 25                                 | Anna Gusmini (ITA)                 | AB                                 |
| 26                                 | Alison Wright (AUS)                | 52e                                |

| Safi-Pasta Zara Manhattan SAF | Safi-Pasta Zara Manhattan SAF | Safi-Pasta Zara Manhattan SAF |
| ----------------------------- | ----------------------------- | ----------------------------- |
| Num                           | Coureuse                      | Pos                           |
| 31                            | Diana Žiliūtė (LTU)           | 43e                           |
| 32                            | Regina Schleicher (GER)       | 21e                           |
| 33                            | Zita Urbonaitė (LTU)          | 47e                           |
| 34                            | Modesta Vžesniauskaitė (LTU)  | 13e                           |
| 35                            | Yulia Razenkova (RUS)         | AB                            |
| 36                            | Anna Zugno (ITA)              | 16e                           |

| S.A.T.S TSA | S.A.T.S TSA                | S.A.T.S TSA |
| ----------- | -------------------------- | ----------- |
| Num         | Coureuse                   | Pos         |
| 41          | Anita Valen de Vries (NOR) | 7e          |
| 42          | Christina Peick-Andersen   | 30e         |
| 43          | Manon Jutras (CAN)         | 23e         |
| 44          | Trine Hansen               | 9e          |
| 45          | Meredith Miller (USA)      | AB          |

| Australie AUS | Australie AUS       | Australie AUS |
| ------------- | ------------------- | ------------- |
| Num           | Coureuse            | Pos           |
| 51            | Oenone Wood (route) | 44e           |
| 52            | Margaret Hemsley    | 46e           |
| 53            | Olivia Gollan       | 3e            |
| 54            | Louise Yaxley       | AB            |

| Espagne ESP | Espagne ESP           | Espagne ESP |
| ----------- | --------------------- | ----------- |
| Num         | Coureuse              | Pos         |
| 61          | Teodora Ruano         | 20e         |
| 62          | María Isabel Moreno   | 32e         |
| 63          | Iosune Murillo Elkano | AB          |
| 64          | Arantzazu Azpiroz     | AB          |
| 65          | Leticia Gil           | AB          |
| 66          | Naiara Telletxea      | AB          |

| Canada CAN | Canada CAN          | Canada CAN |
| ---------- | ------------------- | ---------- |
| Num        | Coureuse            | Pos        |
| 71         | Julie Belanger      | AB         |
| 72         | Jennifer Stephenson | AB         |
| 73         | Marie-Pier Bedard   | AB         |
| 74         | Tara Ross           | AB         |
| 75         | Emily Sandwith      | AB         |
| 76         | Laura McKenzie      | AB         |

| T-Mobile ___ | T-Mobile ___              | T-Mobile ___ |
| ------------ | ------------------------- | ------------ |
| Num          | Coureuse                  | Pos          |
| 81           | Amber Neben (USA)         | 5e           |
| 82           | Kimberly Anderson (USA)   | 14e          |
| 83           | Dotsie Bausch (USA)       | 36e          |
| 84           | Deirdre Demet-Barry (USA) | 37e          |
| 85           | Mari Holden (USA)         | 35e          |
| 86           | Lara Kroepsch (USA)       | AB           |

| Victory Brewing ___ | Victory Brewing ___    | Victory Brewing ___ |
| ------------------- | ---------------------- | ------------------- |
| Num                 | Coureuse               | Pos                 |
| 91                  | Johanna Buick (NZL)    | 17e                 |
| 92                  | Brooke Ourada (NZL)    | 28e                 |
| 93                  | Emma Rickards (AUS)    | 50e                 |
| 94                  | Kirsten Frattini (CAN) | AB                  |
| 95                  | Nicole Demars (CAN)    | 39e                 |

| Genesis Scuba ___ | Genesis Scuba ___        | Genesis Scuba ___ |
| ----------------- | ------------------------ | ----------------- |
| Num               | Coureuse                 | Pos               |
| 101               | Susan Palmer-Komar (CAN) | 18e               |
| 102               | Tina Pic (USA)           | 25e               |
| 103               | Laura Van Gilder (USA)   | 38e               |
| 104               | Grace Fleury (USA)       | 53e               |
| 105               | Kori Seehafer (USA)      | 19e               |

| Basis Aude BAS | Basis Aude BAS           | Basis Aude BAS |
| -------------- | ------------------------ | -------------- |
| Num            | Coureuse                 | Pos            |
| 111            | Kele Murdin (USA)        | AB             |
| 112            | Katy Saint-Laurent (CAN) | AB             |
| 113            | Nicole Freedman (ISR)    | AB             |
| 114            | Christine Ruiter (USA)   | 33e            |

| Grande-Bretagne GBR | Grande-Bretagne GBR | Grande-Bretagne GBR |
| ------------------- | ------------------- | ------------------- |
| Num                 | Coureuse            | Pos                 |
| 121                 | Rachel Heal         | 12e                 |
| 122                 | Charlotte Goldsmith | 51e                 |

| Suisse SUI | Suisse SUI      | Suisse SUI |
| ---------- | --------------- | ---------- |
| Num        | Coureuse        | Pos        |
| 123        | Barbara Heeb    | 4e         |
| 124        | Annette Beutler | 8e         |

| France FRA | France FRA    | France FRA |
| ---------- | ------------- | ---------- |
| Num        | Coureuse      | Pos        |
| 125        | Jeannie Longo | 22e        |

| Autriche AUT | Autriche AUT | Autriche AUT |
| ------------ | ------------ | ------------ |
| Num          | Coureuse     | Pos          |
| 126          | Andrea Graus | 6e           |

| Verizon Wireless Wheelworks ___ | Verizon Wireless Wheelworks ___ | Verizon Wireless Wheelworks ___ |
| ------------------------------- | ------------------------------- | ------------------------------- |
| Num                             | Coureuse                        | Pos                             |
| 131                             | Alicia Genest (USA)             | AB                              |
| 132                             | Ann-Marie Miller (USA)          | AB                              |
| 133                             | Leah Toffolon (USA)             | AB                              |
| 134                             | Janine Verstraeten (USA)        | AB                              |

| Webcor Cycling Team Composite ___ | Webcor Cycling Team Composite ___ | Webcor Cycling Team Composite ___ |
| --------------------------------- | --------------------------------- | --------------------------------- |
| Num                               | Coureuse                          | Pos                               |
| 141                               | Hiroko Shimada (JPN)              | 45e                               |
| 142                               | Felicia Gomez (CAN)               | 24e                               |
| 143                               | Christine Thorburn (USA)          | 11e                               |
| 144                               | Michelle Beltran (USA)            | AB                                |
| 145                               | Joan Wilson (USA)                 | AB                                |

| Quark ___ | Quark ___              | Quark ___ |
| --------- | ---------------------- | --------- |
| Num       | Coureuse               | Pos       |
| 151       | Audrey Lemieux (CAN)   | 42e       |
| 152       | Lyne Bessette (CAN)    | 10e       |
| 153       | Magali Le Floc'h (FRA) | 40e       |
| 154       | Amy Moore (CAN)        | 41e       |
| 155       | Megan Elliott (USA)    | AB        |

| Québec ___ | Québec ___               | Québec ___ |
| ---------- | ------------------------ | ---------- |
| Num        | Coureuse                 | Pos        |
| 161        | Caroline Montmigny (CAN) | AB         |
| 162        | Stephanie Bourbeau (CAN) | AB         |
| 163        | Julie Hutsebaut (CAN)    | AB         |
| 164        | Elisa Gagnon (CAN)       | AB         |
| 165        | Anne Samplonius (CAN)    | AB         |

Les dossards sont inconnus.